# Прус, Леонид Иванович
Леони́д Ива́нович Прус (укр. Леонід Іванович Прус; род. 1 декабря 1973 года, село Пилява, Старосинявский район, Хмельницкая область, УССР, СССР) — украинский политик. С 15 марта по 25 сентября 2014 года — глава Хмельницкой областной государственной администрации.

## Образование
С 1990 по 1995 год учился в Подольской аграрно-технической академии по специальности агрономия, квалификация: учёный агроном.
С сентября 2006 по февраль 2009 года — проходил обучение во Львовском региональном институте государственного управления Национальной академии государственного управления при Президенте Украины, квалификация: магистр государственного управления.

## Профессиональная карьера
В 1995 году направлен на работу в КСП «Искра» в селе Огиевцы Староконстантиновского района, где работал агрономом.
С июля 1996 года до ноября 1998 года — инженер по технике безопасности и охране окружающей среды дочернего предприятия ГАК «Хлеб Украины» «Староконстантиновский элеватор». С ноября 1998 по октябрь 2001 года — старший мастер производственного участка № 1 ДП ГАК «Хлеб Украины» «Староконстантиновский элеватор».
С октября 2001 по январь 2006 года — специалист-государственный инспектор Государственной инспекции по карантину растений по Хмельницкой области.
С января 2006 по октябрь 2011 года — заведующий пограничным пунктом по карантину растений аэропорта «Хмельницкий», государственный инспектор по карантину растений государственной инспекции по карантину растений по Хмельницкой области.
С октября 2011 по август 2012 года — специалист первой категории Государственной инспекции по карантину растений по Хмельницкой области.
С августа 2012 по март 2014 года — директор Хмельницкого областного государственного центра экспертизы сортов растений при Украинском институте экспертизы сортов растений.

## Политическая карьера
В ходе парламентских выборов в 2012 году был кандидатом в народные депутаты от партии УДАР (под № 174 местом в избирательном списке).
Во время Евромайдана возглавил Хмельницкую областную Раду ГО «Майдан».

### Председатель Хмельницкой государственной администрации
15 марта 2014 года указом и. о. Президента Украины Александра Турчинова назначен председателем Хмельницкой областной государственной администрации, сменив на этом посту уволенного 7 марта Василия Ядуху.
2 июля 2014 года во время заседания облсовета, где должны были назначить главного медика Хмельницкой области, появилась толпа недовольных жителей, активистов и молодых людей спортивной внешности. Там они начали требовать отставки Леонида Пруса, и в итоге в помещении возникла потасовка. Чиновнику удалось покинуть здание, выпрыгнув во внутренний дворик через окно, но там его уже ожидали активисты. К облсовету подтянулись однопартийцы Пруса и руководители силовых ведомств области.
25 сентября 2014 года президент Пётр Порошенко уволил с занимаемой должности председателя Хмельницкой областной государственной администрации. Об этом говорится в указе №745 от 25 сентября.

## Семья
Женат, воспитывает трёх сыновей.